# ایکول
ایکول (به لاتین: Aykol) یک شهرک در جمهوری خلق چین است که در شهرستان پوسکام واقع شده‌است. ایکول ۴۹٫۱ کیلومتر مربع مساحت و ۱۱٬۲۶۰ نفر جمعیت دارد.